# Fronte per la Liberazione e la Ricostruzione Nazionali
Il Fronte per la Liberazione e la Ricostruzione Nazionali (in francese Front pour la Libération et la Reconstruction Nationales) è un gruppo di ribelli haitiani che ha controllato gran parte del Paese a seguito del colpo di Stato di Haiti del 2004.
Per breve tempo fu noto come "Front de la Résistance Révolutionnaire d'Artibonite", da Artibonite, nome della regione centrale del paese, prima assumere la denominazione attuale il 19 febbraio 2004 per enfatizzare le proprie mire strategiche.